# Civico museo teatrale Carlo Schmidl
Il Civico Museo Teatrale Carlo Schmidl si trova a Trieste, nel centro della città, nel Borgo Teresiano, sulla riva del Canal Grande.

## Il palazzo
Il museo è ospitato nella sede espositiva comunale del palazzo Gopcevich, dal particolare intonaco bianco e rosso.
L'edificio fu costruito nel 1850 su progetto dell'architetto Giovanni Andrea Berlam per conto dell'armatore serbo Spiridione Gopcevich. Il prospetto che si affaccia sul Canale, dallo stile eclettico, composto da un disegno a greche rosso e gialle, è inoltre arricchito da statue, fregi e medaglioni che ricordano i protagonisti della battaglia della Piana dei Merli (Kosovo Polje) del 1389. 
L'interno dell'edificio presenta ambienti di notevole ricercatezza sia negli arredi che nei pavimenti intarsiati ed i soffitti decorati. L'ultimo radicale restauro risale al 1988.

## Il museo
Il museo nasce nel dicembre del 1924 grazie alla volontà di Carlo Schmidl, editore musicale e collezionista, ed ospitato dal 1924 al 1991 nel Teatro lirico Giuseppe Verdi di Trieste; a seguito di lavori di ristrutturazione di quest'ultimo le collezioni vengono provvisoriamente trasferite nel 1992 a Palazzo Morpurgo in via Imbriani, per poi trovare definitiva sistemazione presso il prestigioso Palazzo Gopcevich con l'inaugurazione del 16 dicembre 2006.
Il museo documenta la storia teatrale e musicale a Trieste degli ultimi due secoli, con raccolta di locandine, fotografie, costumi di scena e storia degli edifici teatrali. Di particolare interesse la raccolta di strumenti musicali, tra cui fortepiano, armonium, e strumenti meccanici quali l'autopiano. Il museo dispone inoltre di una imponente biblioteca ed archivio di rilevanza internazionale, comprendente anche una cospicua raccolta di manifesti e programmi.